# Noniusz

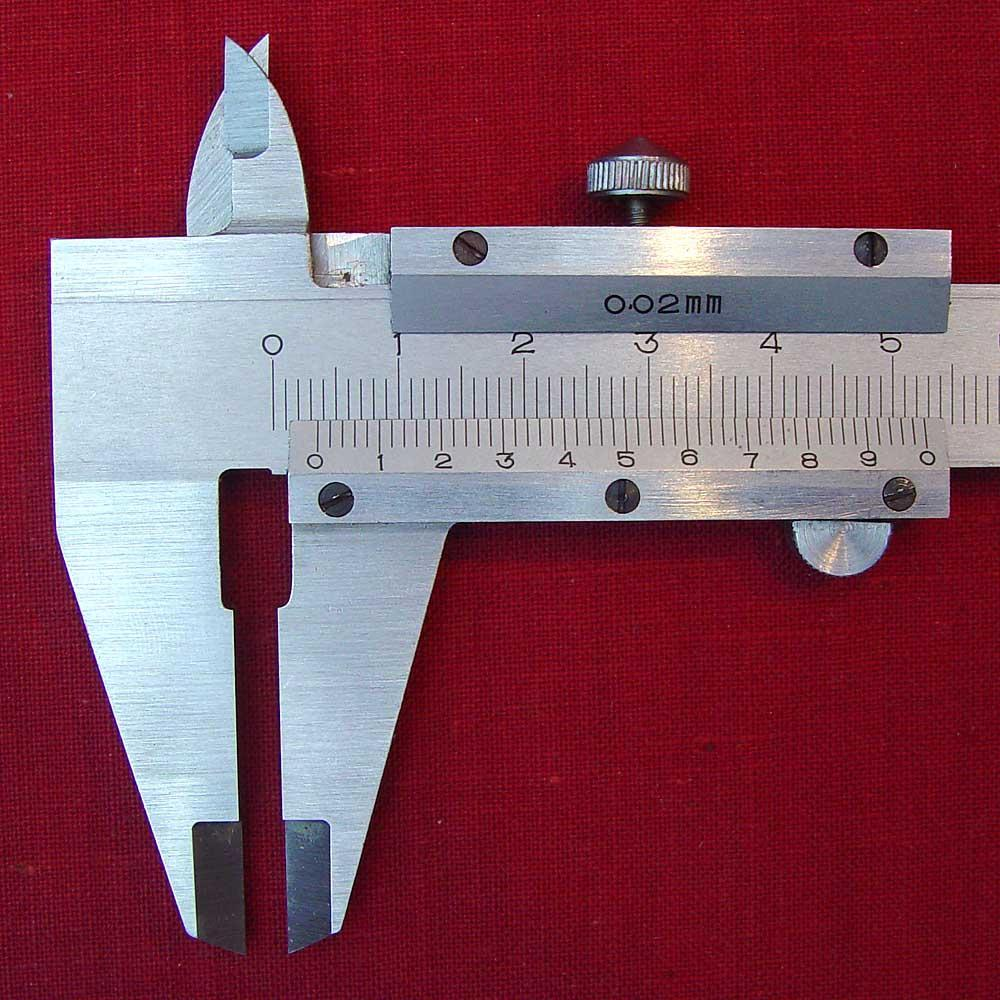
Suwmiarka z noniuszem o rozdzielczości 0,02 mm. Noniusz o module 1.

Odczyt z wykorzystaniem noniusza 3,58 mm (na podziałce głównej – 3 mm, a na noniuszu – 0,58 mm).

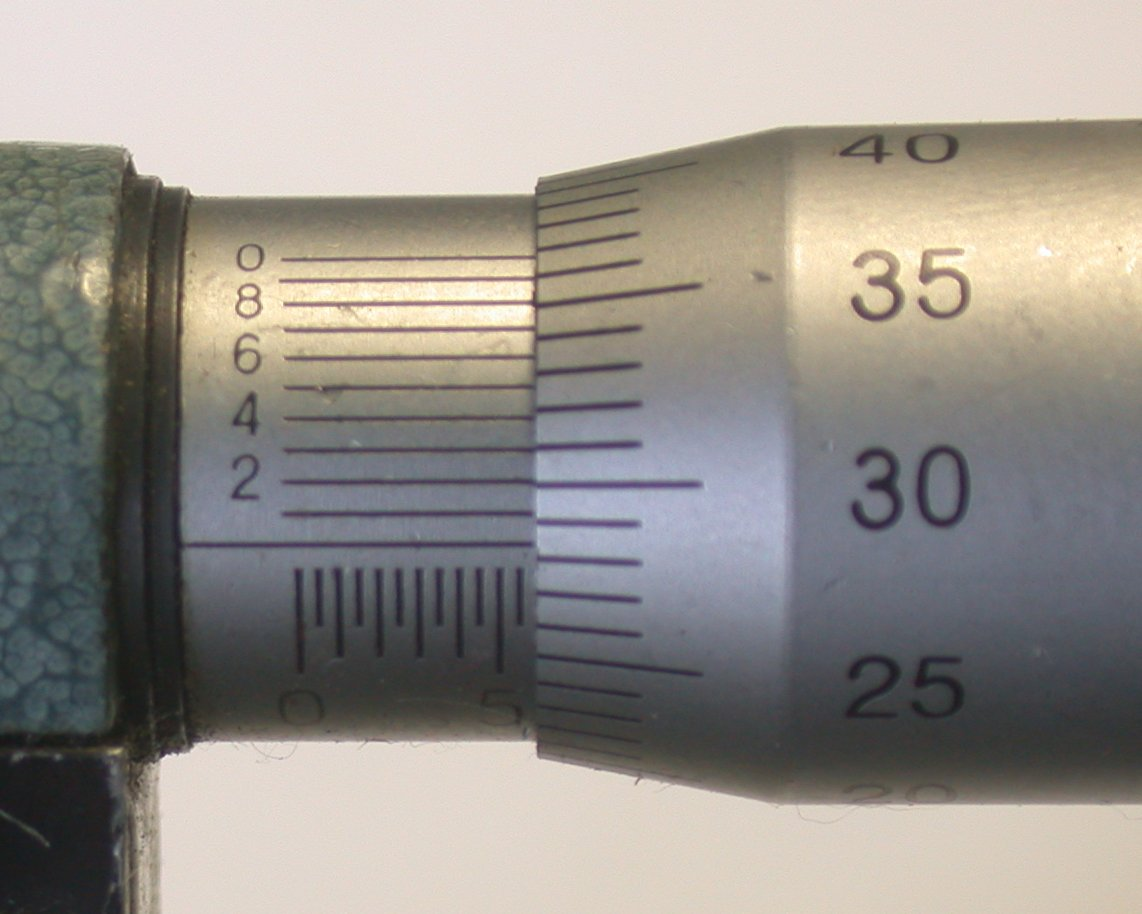
Mikrometr z noniuszem o rozdzielczości 0,001 mm – odczyt 5,783 mm. Noniusz o module 1.

Noniusz – pomocnicza podziałka zwiększająca dokładność odczytania na głównej podziałce kreskowej. Noniusz umożliwia odczytanie ułamkowej części wartości działki elementarnej podziałki głównej na podstawie koincydencji (zbiegu) kres obu podziałek. Odległość kres noniusza różni się od odległości kres podziałki głównej o dokładność odczytania. Oprócz tego pomysł noniusza wykorzystuje dużą wrażliwość wzroku na brak koincydencji kres, co umożliwia rozróżnienie okiem nieuzbrojonym przesunięcia kres rzędu kilku setnych mm. Noniusze używane są przy pomiarach przemieszczeń liniowych (suwak suwmiarki) lub kątowych (bęben mikrometru) oraz w instrumentach geodezyjnych takich jak niwelatory i teodolity.

Animacja prezentująca używanie noniusza do pomiaru nakrętki

## Historia noniusza
Noniusz wynalazł francuski matematyk Pierre Vernier w 1631 roku. Swój wynalazek nazwał na cześć Pedro Nunesa (1502–1578), który pierwszy wpadł na pomysł zwiększania dokładności pomiarów w ten sposób.

## Pomiary przy użyciu noniusza
Rozdzielczość noniusza jest równa ilorazowi wartości działki elementarnej podziałki głównej przez liczbę działek noniusza.
Położenie zerowej kreski noniusza określa liczbę pełnych działek na podziałce głównej. Numer kresy noniusza, która jest przedłużeniem kresy na podziałce głównej określa część ułamkową działki podziałki głównej.

## Wzory

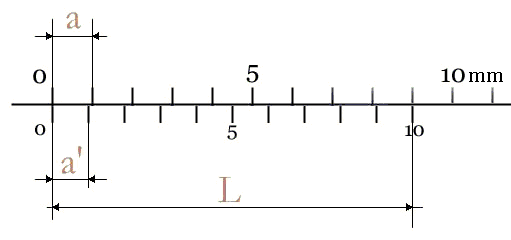
Kilka podstawowych oznaczeń.

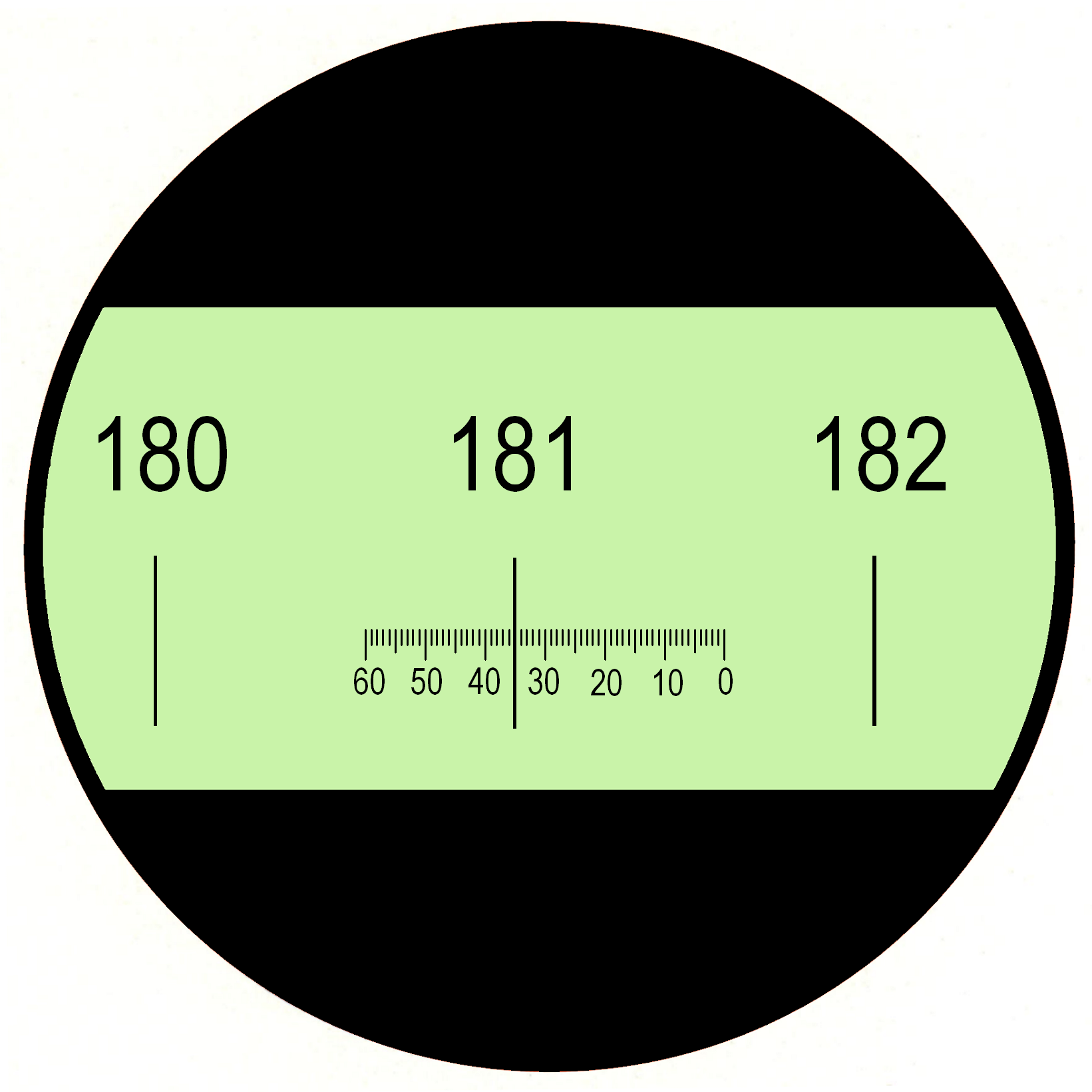
Podziałka do pomiaru kąta w okularze goniometrycznym mikroskopu. Noniusz o module 0.

Długość podziałki noniusza można zapisać w postaci:
{\displaystyle L=n\ a'=a(m\ n-1),}
gdzie:
{\displaystyle L} – długość noniusza mierzona w działkach skali głównej przyrządu({\displaystyle L} = 9 mm),
{\displaystyle a} – długość działki podziałki głównej przyrządu ({\displaystyle a} = 1 mm),
{\displaystyle a'} – długość działki podziałki noniusza ({\displaystyle a'} = 0,9 mm),
{\displaystyle n} – liczba działek noniusza ({\displaystyle n} = 10),
{\displaystyle m} – moduł noniusza ({\displaystyle m} = 1).